# Кропив'янка (річка)
Кропив'янка — річка в Україні, у Немирівському районі Вінницької області, ліва притока Південного Бугу (басейн Чорного моря).

## Опис
Довжина річки 25 км. Формується з багатьох безіменних струмків, приток та водойм. Площа басейну 149 км2.
Притоки: Бажаниха (ліва), Совітанка (права).

## Розташування
Бере початок на північному сході від Ометинців. Тече переважно на південний захід через Рубіжне, Вищу Кропивну, Нижчу Кропивну і біля села Семенки впадає у річку Південний Буг.
Річку перетинають автомобільні дороги E50, М12.